# Sarcinaxanthine
La sarcinaxanthine est un caroténoïde xanthophylle et un polyène de formule chimique C50H72O2. C'est un triterpénoïde.
La sarcinaxanthine a été signalée chez Micrococcus luteus et Micrococcus yunnanensis.
La flavuxanthine est un caroténoïde en C50, intermédiaire dans la biosynthèse de la décaprénoxanthine par Corynebacterium glutamicum et de la sarcinaxanthine gamma-cyclique par Micrococcus luteus. Elle joue un rôle de métabolite bactérien,.
Les caroténoïdes en C50 sont rares.
Ce sont des pigments jaunes, oranges ou rouges dérivés de précurseurs spécifiques présents dans les bactéries et les plastes végétaux. Ils sont synthétisés par une série de réactions et peuvent avoir des structures cycliques ou acycliques.